# HD 155450
HD 155450，又名CD-3212460，SAO 208539、HR 6389，是一颗恒星，视星等为6.01，位于銀經353.2，銀緯3.91，其B1900.0坐标为赤經17h 6m 28.4s，赤緯-32° 3.91′ 2″。